# Ubunchu!
Ubunchu! (うぶんちゅ！, Ubunchu!) est un manga de Hiroshi Seo (瀬尾浩史初, Hiroshi Seo), dédié au système d'exploitation Ubuntu. Cette série est publiée par des magazines de ASCII Media Works, Weekly ASCII et Ubuntu Magazine Japan entre mai 2008 et juin 2013. 

## Synopsis
L'histoire commence autour de trois étudiants, membres du club des administrateurs systèmes d'une école japonaise, en plein débat sur le système d'exploitation à installer sur leur dernière acquisition : un nouvel ordinateur quatre-cœur. Les trois membres prônent pour leur système préféré, Linux, Windows ou Mac OS. Risa tente alors de résoudre la situation en proposant d'installer Ubuntu. Tout au long des neuf chapitres, les héros vont apprendre à utiliser Ubuntu.

## Personnages
Kisaragi Akane (如月 あかね, Akane Kisaragi)
Présidente du club des administrateurs systèmes, elle ne jure que par Linux en ligne de commandes. Elle pense que Linux n'est pas pour les débutants.
Masato Mido (御堂 マサト, Mido Masato)
Vice-président du club des administrateurs systèmes, il est fan de Microsoft Windows qu'il utilise surtout pour YouTube et les jeux de dragues.
Shina Risa (椎名 里沙, Risa Shina)
Membre du club des administrateurs systèmes et fan de Apple Mac OS, elle dessine ses propres Dōjinshi.
Shinozaki Akiha (篠崎 あきは, Shinozaki Akiha)
Présidente du club d'informatique, elle est la principale antagoniste du club des administrateurs système. Elle souhaite homogénéiser le parc informatique de l'école en y installant Windows.

## Publication
La série est publiée dans un premier temps dans Weekly ASCII et Ubuntu Magazine Japan de la maison d'édition ASCII Media Works le 14 mai 2008. Elle est disponible sous la licence Creative Commons Attribution — Pas d'utilisation commerciale. Elle est publiée par Dengeki Comics Ex le 27 juin 2012 en format tankōbon dans un seul volume composé des 8 premiers chapitres et de deux chapitres bonus.
La version anglaise a été publiée en 2009. Elle a été traduite par la suite dans 17 langues différentes par des communautés de fans.
Depuis le 28 juin 2017, le site d'ASCII Media Works diffusant le journal Ubuntu Magazine Japan est remplacé par Kadokawa Corporation.

### Chapitres
- Épisode 01 : sans titre (うぶんちゅがやって来た！?)
- Épisode 02 : CUI CUI chez les gnomes! (CUIとコビトとお姉さま?)
- Épisode 03 : S.O.S Forum (フォーラムデビューはまだ早い？?)
- Épisode 04 : Front de libération des lapins (三匹のうさぎたち?)
- Épisode 05 : Lapins et gnomes chez Goliath! (ビッグシスター参上！?)
- Épisode 06 : 24 koalas chrono (コアラにうってつけの日?)
- Épisode 07 : L'installation Ultime (アルティメット・インストールフェスト！?)
- Épisode 08 : Paix de vache (今日はもうMooしましたか？?)
- Épisode 09 : (日本語入力革命カナメ?)
- Épisode 10 : (インターフェース戦争勃発!??)
- Épisode 11 : (お嬢様は老執事がお好き!??)
- Épisode 12 : (妹系覇権ディストリ！ ミントちゃん?)
- Épisode 13 : (伝統ある文芸 部の分裂?)
- Épisode 14 : (あなたのハードを動かし隊!?)
- Épisode 15 : (Ubuntu Touchは見た!??)